# Marilena Doiciu
Marilena Doiciu Győrffy (n. 3 iulie 1967, București) este o fostă jucătoare de handbal din România, fostă componentă a echipei naționale, cu care a participat la trei ediții ale Campionatului Mondial. Doiciu, care a evoluat pe postul de extremă stânga, este antrenor coordonator al echipelor de handbal ale ACS Olympic RFH, un proiect sportiv pentru copii cu vârste între 6 și 11 ani inițiat de Ramona Farcău.

## Biografie
Marilena Doiciu a debutat la Clubul Sportiv Școlar nr. 5 Rapid București, de unde a fost promovată în 1984 la echipa mare a Rapid București, ulterior devenind căpitanul acesteia timp de mulți ani. În 1984 a fost convocată la echipa națională de junioare a României, iar în 1985 la cea de tineret. Din 1986 a fost promovată la echipa de senioare a României, mai întâi la selecționata B.
În 1987 s-a clasat cu echipa națională pe locul al doilea la Campionatul Mondial Grupa B, competiție care asigura calificarea la turneul final. A participat apoi la diverse turnee internaționale, iar în 1989 a câștigat medalia de aur la Jocurile Balcanice rezervate senioarelor. În 1990 a făcut parte din echipa României care s-a clasat pe locul al șaptelea la Campionatul Mondial din Coreea de Sud. În 1991 a obținut din nou medalia de aur la Jocurile Balcanice.
Cea mai mare performanță din cariera de club a handbalistei a venit în 1993, când a câștigat Cupa IHF cu Rapid București, fiind și căpitanul echipei. În același an s-a clasat cu echipa României pe locul al patrulea la Campionatul Mondial din Norvegia, iar în 1994 abia pe locul al zecelea la prima ediție a Campionatului European, desfășurată în Germania. În 1995, Doiciu a participat la Campionatul Mondial din Austria și Ungaria, unde echipa României a terminat pe locul al șaptelea.
În sezonul 1996–1997 a jucat pentru Șuiorul Baia Mare, apoi a evoluat șapte sezoane în Grecia, la formația GAS Anagennisi Artas, cu care a câștigat de șapte ori cupa și campionatul acelei țări. A revenit în România și a mai jucat pentru CSM Cetate Deva înainte de a-și încheia cariera de handbalistă tot la Rapid București, în 2007.
În 2013 a acceptat propunerea de a antrena Unirea Dobroești, o secție de handbal nou înființată a clubului sportiv ACS Unirea din Dobroești. În august 2014 a suferit un accident de mașină care a împiedicat-o pentru o vreme să mai antreneze echipa.
Din 2018 este antrenor coordonator la Asociația Club Sportiv Olympic RFH.

## Palmares
Cu echipe de club
- Liga Națională:
  -  Locul II: 1993, 1995
  -  Locul III: 1992, 1994

- Cupa României:
  - Locul II: 1992, 1994
  - Locul III: 1995

- Campionatul Greciei:
  -  Câștigătoare: 1998, 1999, 2000, 2001, 2002, 2003, 2004

- Cupa Greciei:
  -  Câștigătoare: 1998, 1999, 2000, 2001, 2002, 2003, 2004

- Cupa IHF:
  -  Câștigătoare: 1993

Cu echipa națională
- Campionatul Mondial Grupa B:
  -  Locul II: 1987

- Jocurile Balcanice:
  -  Câștigătoare: 1989, 1991

- Jocurile Balcanice pentru Tineret:
  -  Câștigătoare: 1987

- Trofeul Carpați:
  -  Câștigătoare: 1989, 1992, 1994, 1995
  - Locul 3: 1986